# Popovița, Plovdiv
Popovița (în bulgară Поповица) este un sat în comuna Sadovo, regiunea Plovdiv,  Bulgaria. 

## Demografie
Componența etnică a satului Popovița
     Bulgari (93,76%)
     Romi (1,21%)
     Nicio identificare (4,74%)
     Altele (0,27%)
La recensământul din 2011, populația satului Popovița era de 1.476 locuitori. Din punct de vedere etnic, majoritatea locuitorilor (93,76%) erau bulgari, cu o minoritate de romi (1,21%). Pentru 4,74% din locuitori nu este cunoscută apartenența etnică.